# Neckera laevidens
Neckera laevidens là một loài rêu trong họ Neckeraceae. Loài này được Broth. ex Wu, Peng-Cheng & Y. Jia mô tả khoa học đầu tiên năm 2011.